# Trigonophorus pucholti
Trigonophorus pucholti is een keversoort uit de familie bladsprietkevers (Scarabaeidae). De wetenschappelijke naam van de soort werd voor het eerst geldig gepubliceerd in 2007 door Krajcik.